# ベン・ヒリアー
ベン・ヒリアー (Ben Hillier)は、イギリスの音楽プロデューサー。デペッシュ・モードのアルバム『プレイング・ジ・エンジェル』、『サウンズ・オブ・ザ・ユニヴァース』、『デルタ・マシーン』、ブラーの『シンク・タンク』、ダヴズの『サム・シティーズ』といったアルバムのプロデュースを行ったことで知られる。